# Хауи, Стив (футболист)
Стив Хауи (англ. Steve Howey; род. 26 октября 1971, Сандерленд) — английский футболист, защитник. Известен выступлениями за «Ньюкасл Юнайтед», «Манчестер Сити» и национальную сборную Англии.

## Клубная карьера
В профессиональном футболе дебютировал в 1989 году выступлениями за команду «Ньюкасл Юнайтед», в которой провел одиннадцать сезонов, приняв участие в 191 матче чемпионата.
Своей игрой за эту команду привлек внимание представителей тренерского штаба клуба «Манчестер Сити», в состав которого присоединился в 2000 году. Сыграл за команду из Манчестера следующие три сезона. Большинство времени, проведенного в составе «Манчестер Сити», был основным игроком защиты команды.
Впоследствии с 2003 по 2004 году играл в составе команд клубов «Лестер Сити», «Болтон Уондерерс» и американского «Нью-Инглэнд Революшн».
Завершил профессиональную игровую карьеру в клубе «Хартлпул Юнайтед» из нижний лиги, за которую провёл только 1 матч в 2005 году.

## Карьера за сборную
За сборную Англии дебютировал в ноябре 1994 года в товарищеском матче против сборной Нигерии (1-0).
В составе сборной был участником чемпионата Европы 1996 года в Англии, на котором команда завоевала бронзовые награды.

### Матчи Стиви Хоуи за сборную Англии
| Матчи и голы Стиви Хоуи за сборную Англии | Матчи и голы Стиви Хоуи за сборную Англии | Матчи и голы Стиви Хоуи за сборную Англии | Матчи и голы Стиви Хоуи за сборную Англии | Матчи и голы Стиви Хоуи за сборную Англии | Матчи и голы Стиви Хоуи за сборную Англии | Матчи и голы Стиви Хоуи за сборную Англии |
| №                                         | Дата                                      | Место проведения                          | Соперник                                  | Счёт                                      | Голы Хоуи                                 | Соревнование                              |
| ----------------------------------------- | ----------------------------------------- | ----------------------------------------- | ----------------------------------------- | ----------------------------------------- | ----------------------------------------- | ----------------------------------------- |
| 1                                         | 16 ноября 1994                            | Уэмбли, Лондон                            | Нигерия                                   | 1:0                                       | —                                         | Товарищеский матч                         |
| 2                                         | 6 сентября 1995                           | Уэмбли, Лондон                            | Колумбия                                  | 0:0                                       | —                                         | Товарищеский матч                         |
| 3                                         | 12 декабря 1995                           | Уэмбли, Лондон                            | Португалия                                | 1:1                                       | —                                         | Товарищеский матч                         |
| 4                                         | 27 марта 1996                             | Уэмбли, Лондон                            | Болгария                                  | 1:0                                       | —                                         | Товарищеский матч                         |

Итого: 4 матча / 0 голов; 2 победы, 2 ничьи, 0 поражений

## Достижения

### Ньюкасл Юнайтед
- Чемпион Первого дивизиона Футбольной лиги: 1992/93
- Вице-чемпион Премьер-лиги: 1995/96, 1996/97
- Финалист Кубка Англии: 1997/98

### Манчестер Сити
- Чемпион Первого дивизиона Футбольной лиги: 2001/02